# Glareolidae
Glareolidae é uma família de aves pertencente à ordem Charadriiformes (incluída na ordem Ciconiiformes, segundo a taxonomia de Sibley-Ahlquist). É dividida em dois grupos:
- Perdizes-do-mar:
  - Características: Pernas curtas, asas longas e pontudas e caudas longas e bifurcadas.
  - Alimentação: Insetos capturados nas asas
- Corredores:
  - Características: Pernas longas, asas curtas e bicos longos, pontudos e curvados.
  - Habitats: Desertos e outras regiões áridas.

## Taxonomia
- Família Glareolidae
  - Género Stiltia
  - Género Glareola
  - Género Cursorius
  - Género Rhinoptilus

O género Pluvianus era também incluido, mas foi elevado a uma família própria (Pluvianidae).